# Malowidła kaplicy Aniołów Stróżów przy kościele św. Józefa na Kahlenbergu (Jan Henryk Rosen)

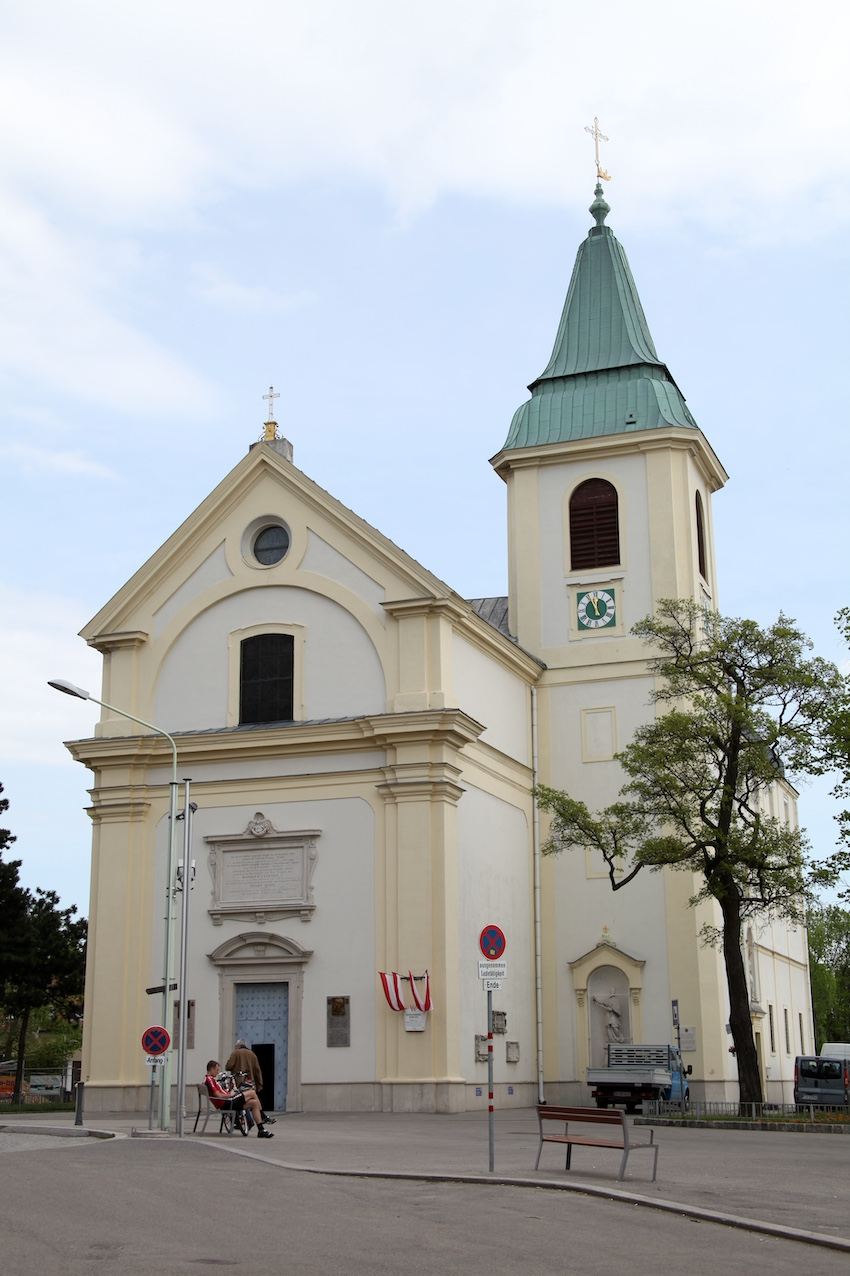
kościół św. Józefa na Kahlenbergu w Wiedniu

Malowidła Jana Henryka Rosena kaplicy Aniołów Stróżów przy kościele św. Józefa na Kahlenbergu (Wiedeń) – malowidła powstałe w 1930 roku. Na całościową dekorację malarską wnętrza kaplicy składają się trzy samodzielne obrazy: Papież Innocenty XI prosi Boga o pomoc (na ścianie ołtarzowej, naprzeciw wejścia); Król Jan III Sobieski uczestniczący we mszy św. odprawianej przez legata papieskiego Marka d’Aviano (na ścianie naprzeciw okna, po lewej od wejścia); Rycerz polski składający chorągiew turecką u stóp św. św. Józefa, Leopolda i Jana Kapistrana (ponad wejściem) oraz herby na ścianach i sklepieniu (projekt i wykonanie Kazimierz Smuczak), a także ornamentalne przeszklenie okna, wg projektu J. H. Rosena.
Według tradycji w ruinach kościoła na Kahlenbergu (świątyni należącej do istniejącego tam od pierwszej połowy XVII w. eremu kamedułów, zniszczonej przez oblegających miasto Turków) rankiem 12 IX 1683 roku, przed decydującą bitwą pod Wiedniem, legat papieski Marco d’Aviano odprawił mszę, do której służył Jan III Sobieski. Celebrans, zamiast zwyczajowego „Ite, missa est” na zakończenie mszy miał wypowiedzieć prorocze słowa: „Ioannes vinces”.

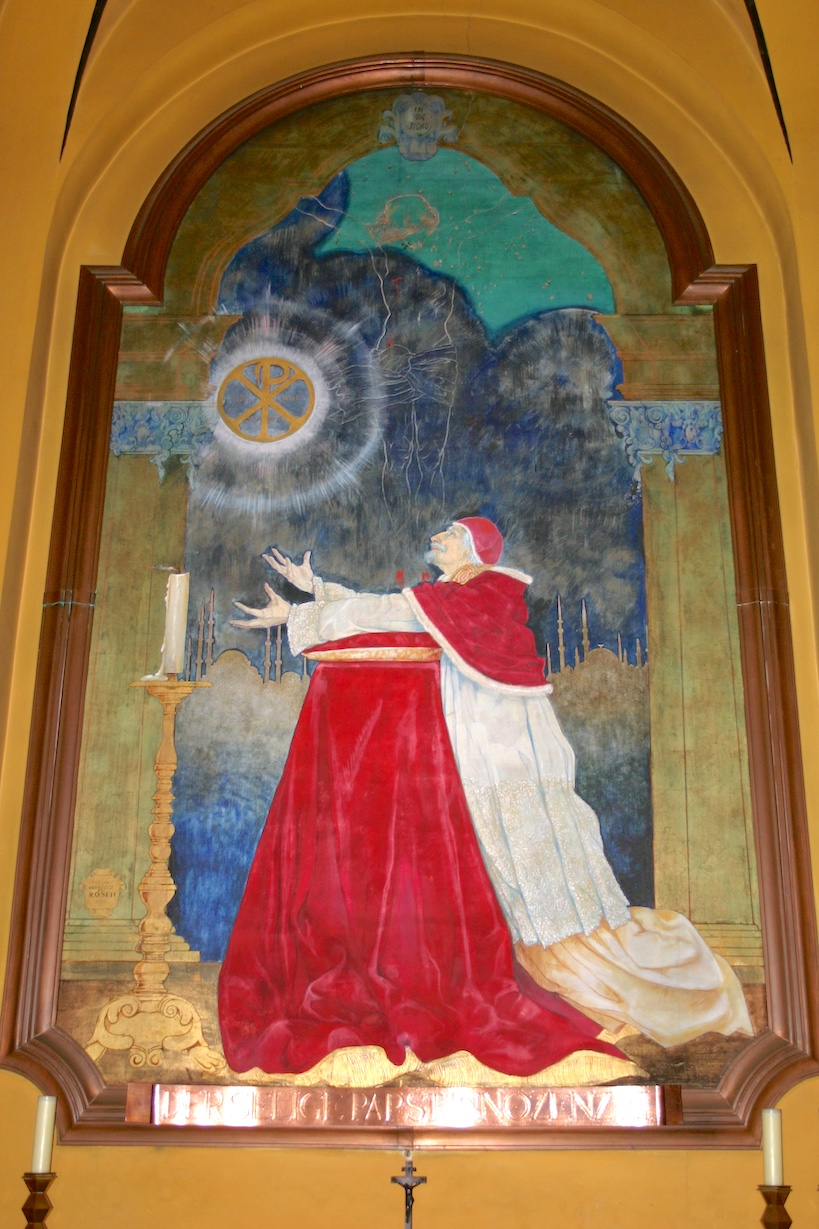

Po roku 1683 do eremu powrócili kameduli, kościół został odbudowany. Jednakże pod koniec XVIII w., w ramach reform józefińskich erem rozwiązano, a teren dostał się w ręce prywatne. Dopiero w połowie XIX wieku nowi prywatni właściciele odnowili kościół i w rok 1852 dokonano jego powtórnego poświęcenia. Dnia 23 III 1906 roku kościół na Kahlenbergu przejęli rezydujący w Wiedniu XX. Zmartwychwstańcy. Pierwszym rektorem kościoła z ramienia zmartwychwstańców został ks. Jakub Kukliński (1871–1946), który sprawował ten urząd do roku 1923. Z jego inicjatywy kościół, będący w opłakanym stanie, odbudowano. Wtedy też zaplanowano udekorować kaplicę malowidłami ściennymi, które w roku 1911 na życzenie ks. Kuklińskiego zaprojektował Józef Mehoffer (szkice zachowane w zbiorach Muzeum Narodowego w Krakowie, Oddział Dom Józefa Mehoffera). Oprócz mozaikowych herbów rycerzy, którzy brali udział w bitwie pod Wiedniem, kaplicę miały ozdobić:
trzy historyczne obrazy nawiązujące do wydarzeń, które miały miejsce w pamiętnym wrześniu 1683 r. Pierwszy z nich przedstawiał króla Jana III przyjmującego Komunię św., w obłokach ponad nim widać postać Matki Bożej z Dzieciątkiem Jezus, a u Ich stóp umieszczono słowa, które legat papieski w zakończeniu Mszy św. miał proroczo wypowiedzieć: „Joannes vinces”; pod obrazem na draperii znajdował się biały orzeł polski. Drugi obraz przedstawiał papieża Innocentego XI modlącego się do św. Józefa o pomyślność oręża zjednoczonych wojsk chrześcijańskich; trzeci – św. Michała Archanioła lewą ręką osłaniającego krzyż na wieży katedry św. Szczepana, a w prawej trzymającego ognisty miecz. Projekty obrazów zostały wystawione w 1912 r. w czasie XXIII Międzynarodowego Kongresu Eucharystycznego.
Wybuch I wojny światowej uniemożliwił realizację projektów Mehoffera (według jego projektu wykonano jedynie kratę zamykającą wejście do kaplicy), a konieczność dalszych prac remontowych kościoła i późniejsze trudności finansowe odsunęły wykonanie malowideł aż do roku 1930, kiedy to zamówienie to skierowano do J. H. Rosena. Był to już drugi przypadek (obok dekoracji malarskiej katedry ormiańskiej we Lwowie), gdy Rosen zastąpił Mehoffera – po wieloletnich pertraktacjach z zamawiającym (dotyczących przede wszystkim kwestii wynagrodzenia krakowskiego malarza). Jadwiga Mehofferowa pisała z goryczą: „Mehoffer nie przeczuwał, że gdyby w tej chwili szczęśliwego natchnienia mógł był się zrzec polichromii armeńskiej na rzecz Axentowicza, byłby sobie oszczędził przez kilkanaście lat trwających przyszłych starć i zbędnych układów i wreszcie dotkliwego zawodu, jakiego doznał po wykonaniu niezużytkowanego dużego obrazu «Msza na Kahlenbergu». Obraz ten, jak i dekoracja katedry ormiańskiej poszły na marne z powodu podobnych sobie powodów oszczędnościowych. Artyści polscy słusznie uskarżali się na zwykłe sposoby robienia dobrego interesu, gdy wchodziły w grę zamówienia z zakresu sztuki. Rzekomi mecenasi ustalili prawo darmochy zapewniając, że artyści to pracownicy, że ich robota nie jest mniej warta niż inne, a może nawet – o ile jest dobra – wymaga większych wysiłków”.

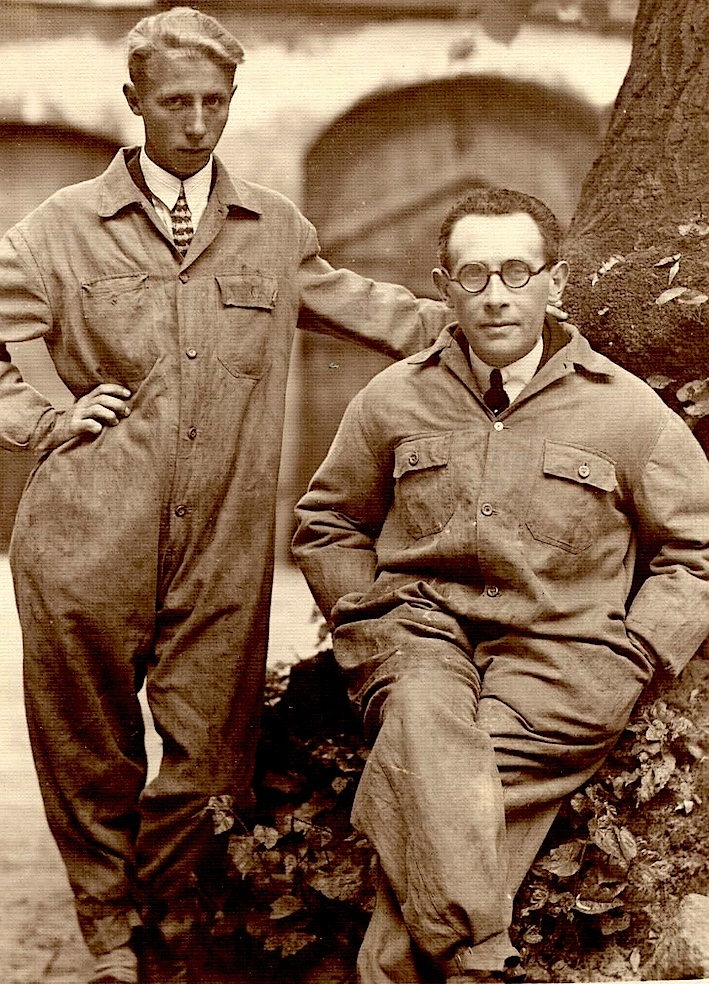
Rosen ze Smuczakiem

Rosen wykonał dekorację z pomocą swojego współpracownika Kazimierza Smuczaka (1906–1996), z którym współpracę – jako wykonawcą partii dekoracyjnych (tzn. nie-figuralnych, jak ornamenty, bordiury itp.) oraz większych powierzchni jednolitych teł – Rosen rozpoczął około roku 1927, przy malowaniu katedry ormiańskiej we Lwowie. Zachował się dokument, który Rosen wydał swojemu pomocnikowi: „Zaświadczam, iż P. Kazimierz Smuczak pracował przy mnie w Katedrze Ormiańskiej we Lwowie od 1927 do 1929 roku gdzie wykonał ornamentykę w prezbiterjum i na tęczy. W 1930 r. wykonał ornamentykę w kaplicy Seminarjum Duch. Łacińskiego we Lwowie i tegoż roku wyjechał ze mną do Wiednia, gdzie wykonał według własnego projektu dekorację herbową w Kaplicy Jana Sobieskiego na Kahlenbergu […]”, datowane: Lwów, 27 VII 1935 Smuczak samodzielnie zaprojektował i wykonał herby, których poprawność heraldyczna i stylizacja spotkały się jednak z druzgocącą krytyką specjalistów.
Prace trwały od lata do późnej jesieni roku 1930. Tematyka malowideł Rosena w zasadzie nie odbiega od programu ikonograficznego dekoracji zaplanowanej w roku 1911 i zaprojektowanej przez Mehoffera. Można więc sądzić, że tematy poddał obu artystom ks. Kukliński.

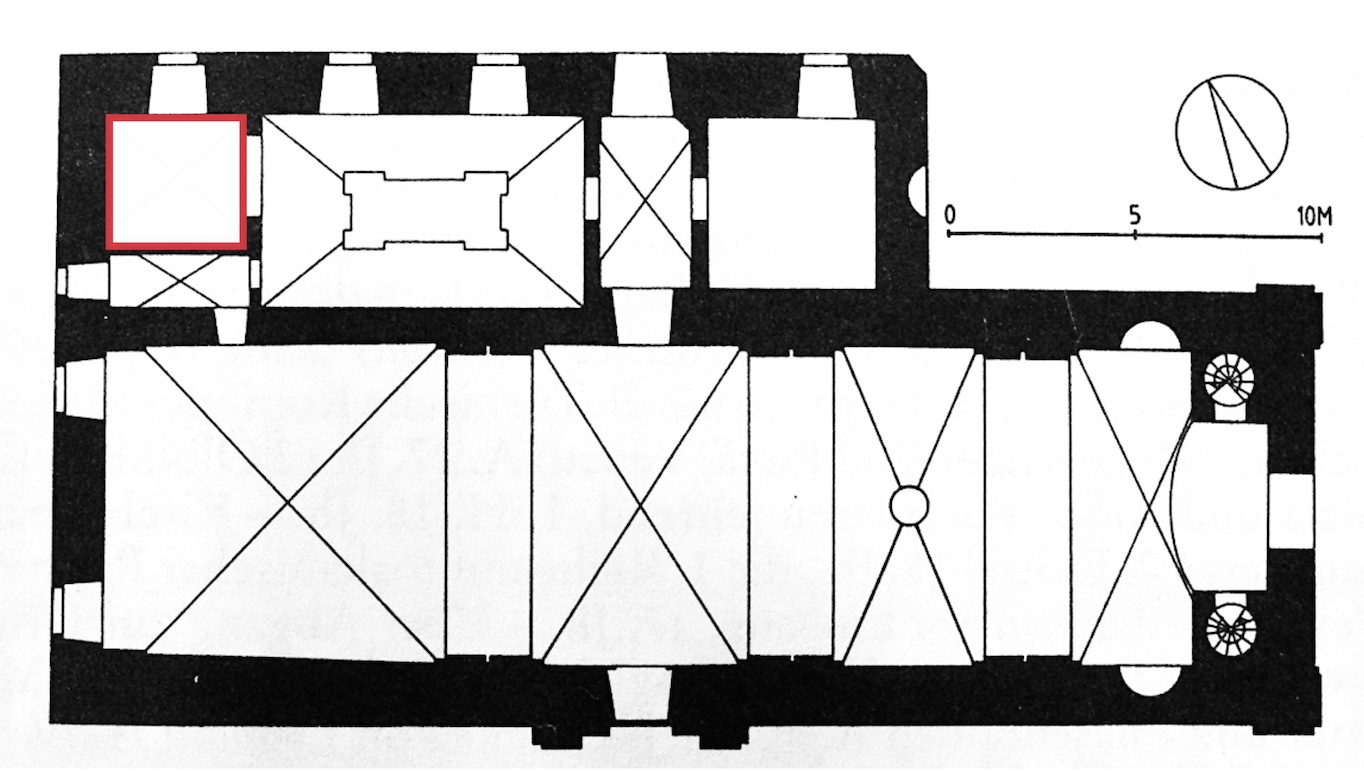
plan kościoła z zaznaczeniem położenia kaplicy; praca własna JW

Kahlenberska kaplica to niewielkie jednoprzęsłowe pomieszczenie na planie prostokąta zbliżonego do kwadratu o boku około 3,5 m, nakryte sklepieniem krzyżowym. Tylko ściany na lewo od wejścia i naprzeciw niego (ołtarzowa) stanową nieprzerwaną płaszczyznę; ściana po prawej jest przepruta oknem w głębokim rozglifieniu, a wejściowa – szeroką arkadą. Większe sceny figuralne mogły więc ozdobić ścianę ołtarzową oraz ścianę na lewo od wejścia oraz ponad nim; pozostałe płaszczyzny – sklepienie i glify okna nie nadają się do ukazania monumentalnych kompozycji. Malowidła zdobią ścianę ołtarzową (naprzeciw wejścia; Papież Innocenty XI prosi Boga o pomoc), ścianę na lewo od wejścia (Król Jan III Sobieski uczestniczący we mszy św. odprawianej przez legata papieskiego Marco d’Aviano) oraz ponad nim (Rycerz polski składający chorągiew turecką u stóp św. św. Józefa, Leopolda i Jana Kapistrana). Wszystkie obrazy są zaopatrzone w sygnaturę autora i datę, ujęte w stylizowane na barokowe, złote kartusze.

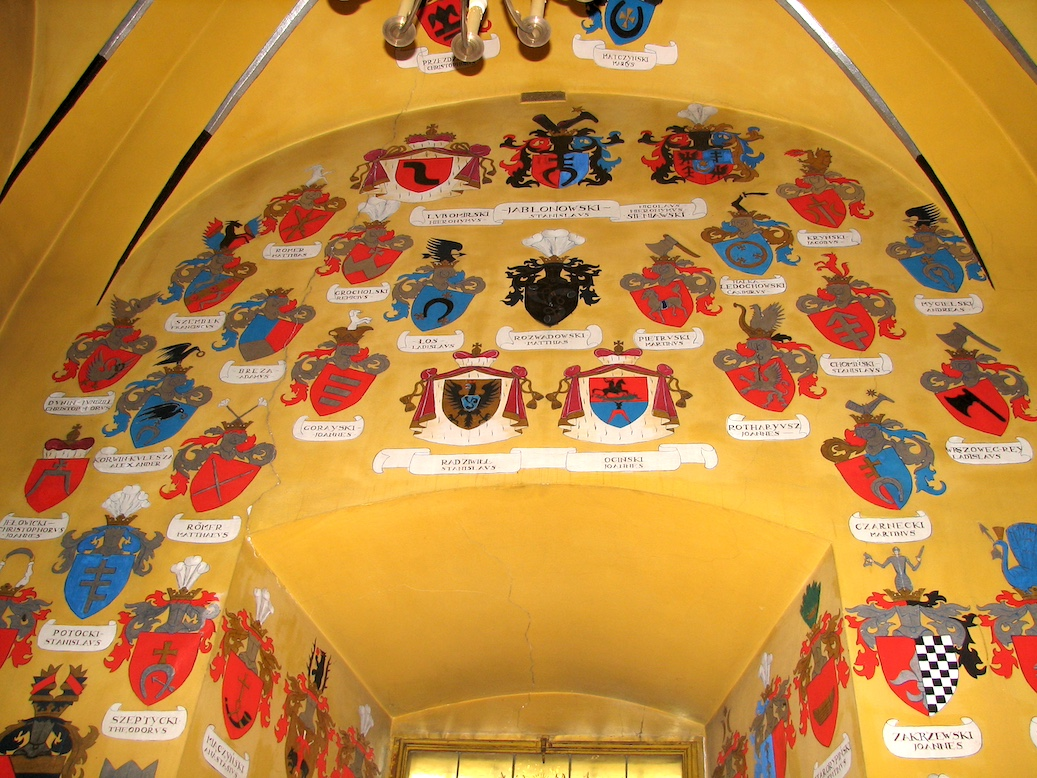

Jeśli chodzi o formę, malowidła w kaplicy Sobieskiego prezentują wszystkie charakterystyczne cechy stylu Rosena: wyraźny rysunek połączony z żywymi, nasyconymi kolorami i bogactwo szczegółów, zwłaszcza w dekoracjach strojów czy formie broni, wzorowanych na autentycznych przedmiotach z epoki lub ich wizerunkach. Tak jest, na przykład, w przypadku zielonej „chorągwi Proroka”, którą polski rycerz składa u stóp trzech świętych patronów (Józefa – patrona kościoła na Kahlenbergu, Leopolda – patrona Austrii i Wiednia oraz Jana Kapistrana – wodza krucjaty antytureckiej w XV wieku) bardzo wiernie odtworzonej na podstawie jej szeroko rozpowszechnionych przedstawień graficznych. Ponadto malarz dwukrotnie zastosował tu swoje ulubione złote tło – wykorzystywane zwłaszcza w odniesieniu do przedstawień nierealistycznych, symbolicznych (jak we wspomnianej wyżej scenie prezentującej trzech świętych czy aluzji do krucjaty Ludwika IX, ukazanej szkicowo w tle Mszy na Kahlenbergu). W końcu, swoim zwyczajem, w przedstawionych na malowidłach postaciach sportretował osoby mu współczesne, między innymi swojego pomocnika, Kazimierza Smuczaka (jego rysy ma twarz św. Leopolda).
W oknie mieszczącym się w ścianie na prawo od wejścia znajduje się ornamentalny witraż, czy raczej jednotonowe malowidło na miodowym szkle, projektu Rosena, przedstawiające herb Rzeczypospolitej w ozdobnym kartuszu z panopliami i rogami obfitości, fundacji Adama Gubrynowicza. Sklepienie oraz powierzchnie ścian pomiędzy wspomnianymi obrazami, ujętymi w barokowe ramy z profilowanej blachy miedzianej, wypełniają herby ponad stu rodzin, których członkowie wzięli udział w bitwie pod Wiedniem (herby stanowiły rodzaj cegiełek, gdyż ich namalowanie w kaplicy było uzależnione od dotacji pieniężnej potomków uczestników bitwy, dzięki czemu możliwe było sfinansowanie malowideł w kaplicy). W roku 1989 we wnęce okiennej ustawiono figurę Jana III Sobieskiego ocalałą ze zniszczonego podczas II wojny światowej pomnika „wyzwolenia od Turków” (Türkenbefreiungsdenkmal), wystawionego w katedrze św. Szczepana na jubileusz 200-lecia odsieczy.

## Galeria

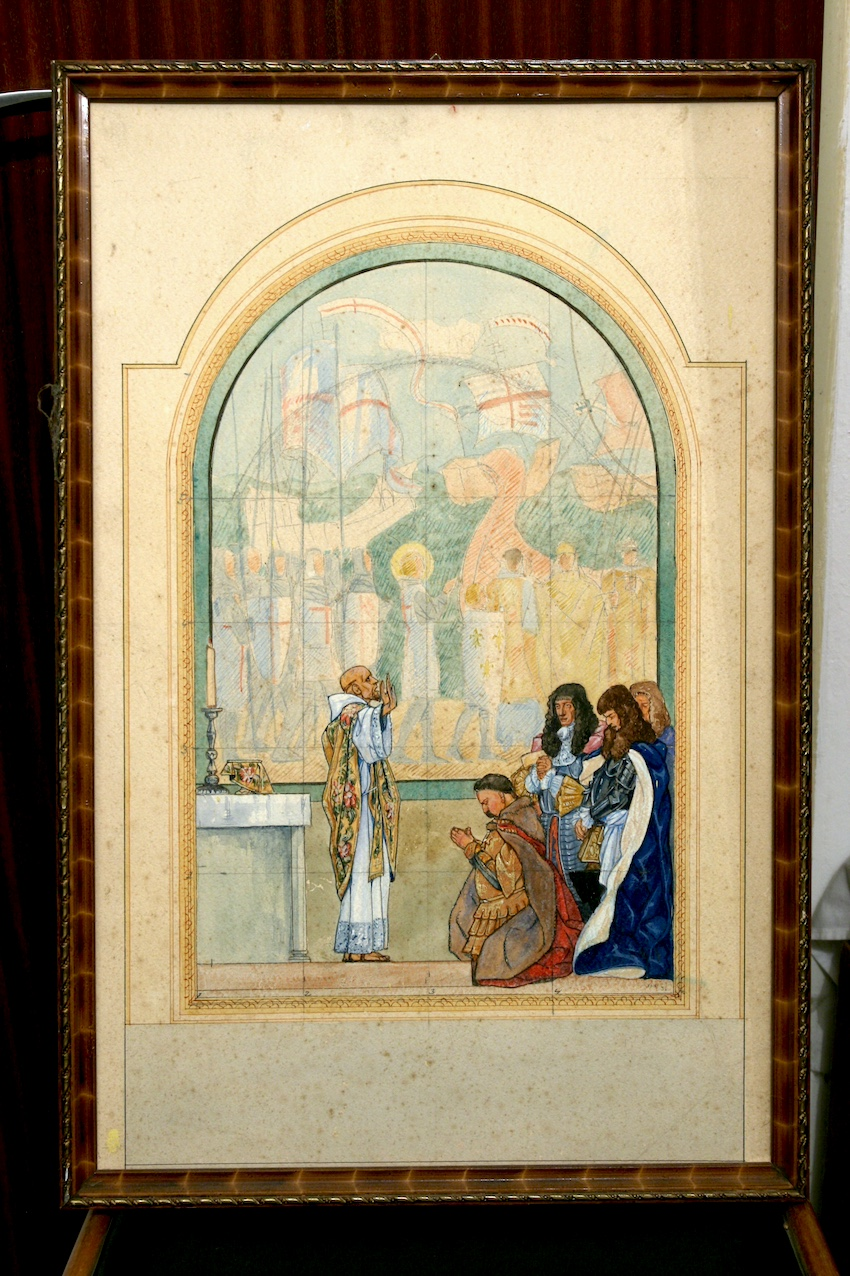
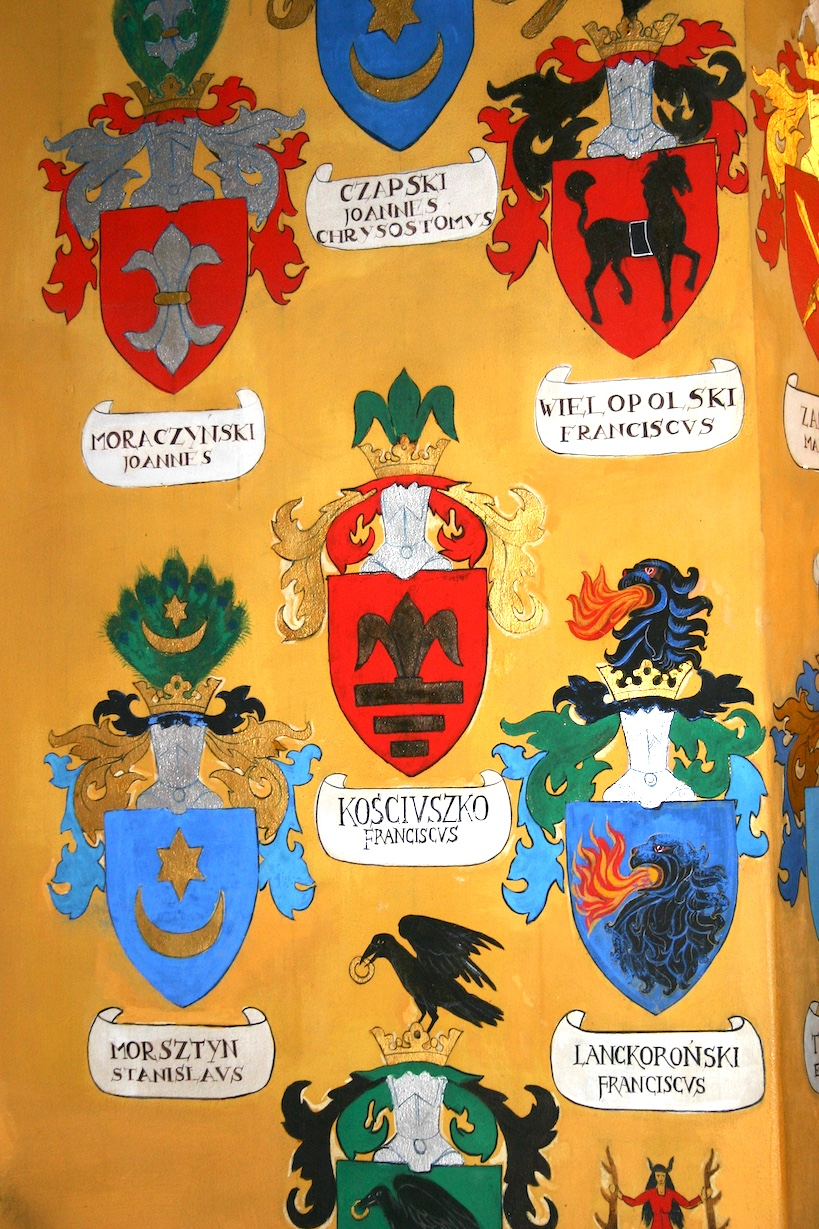
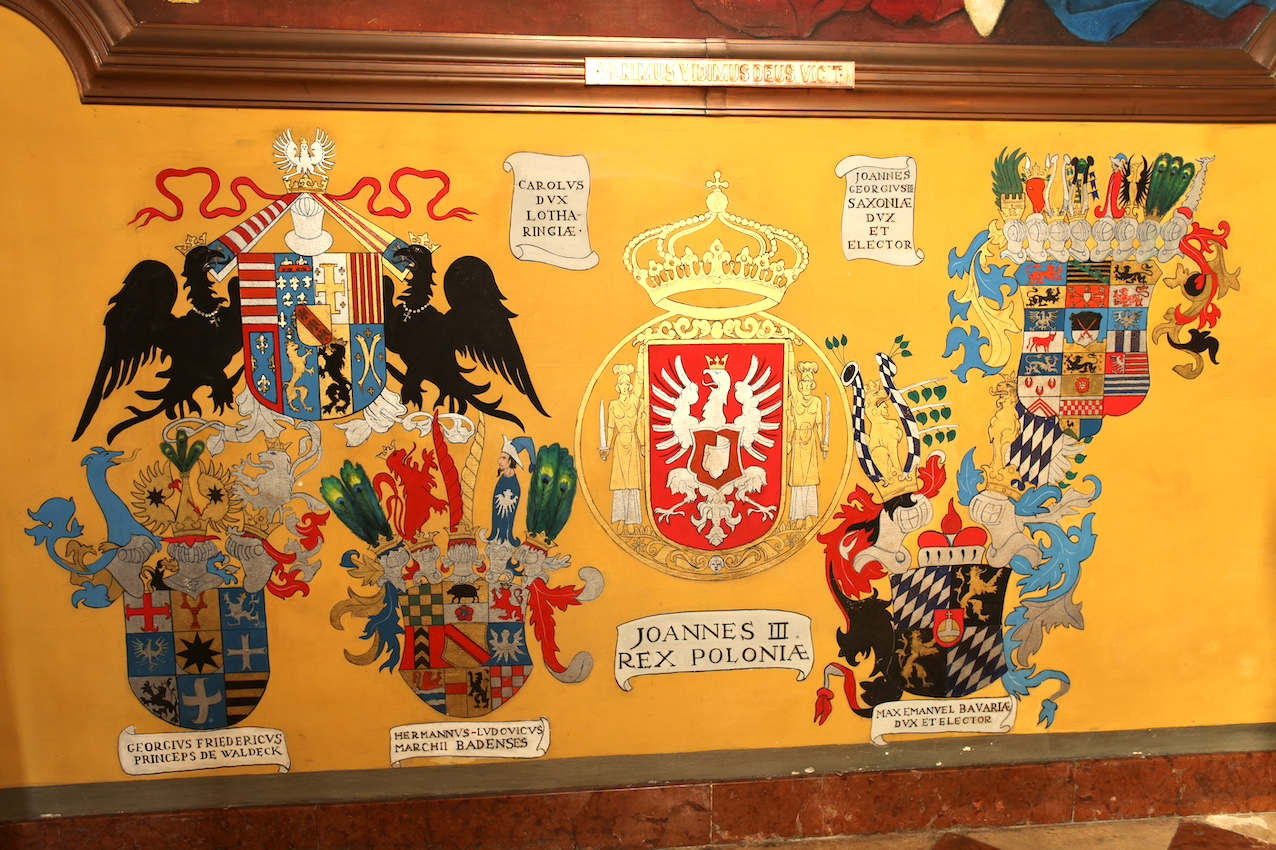
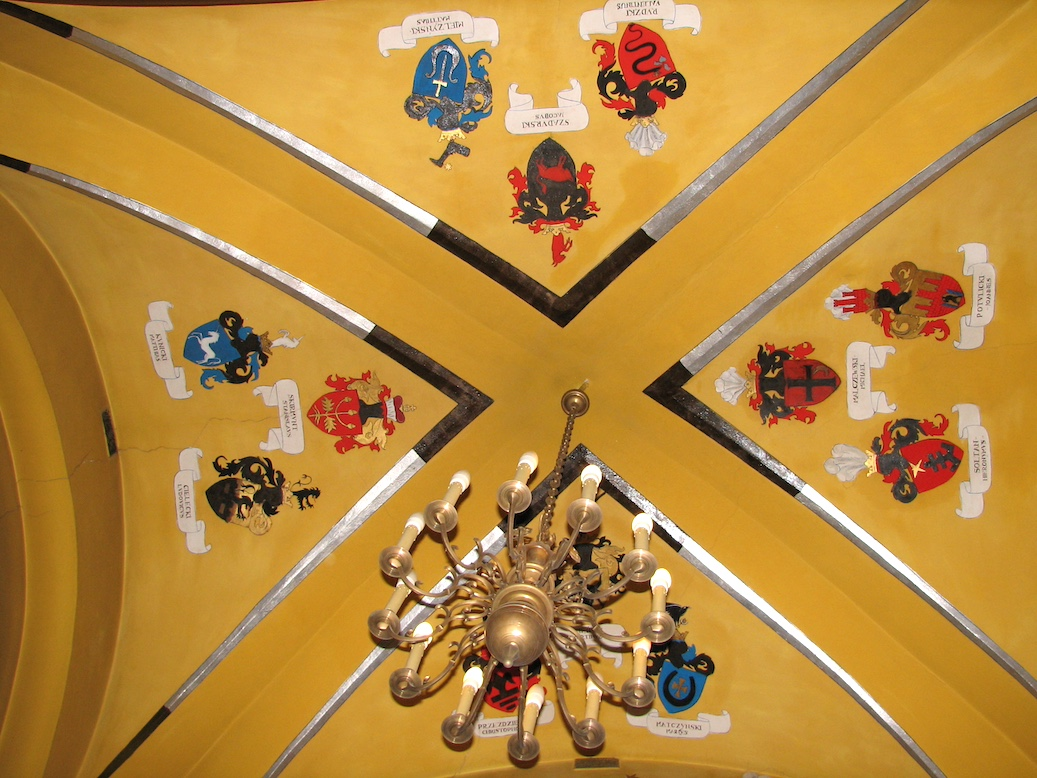
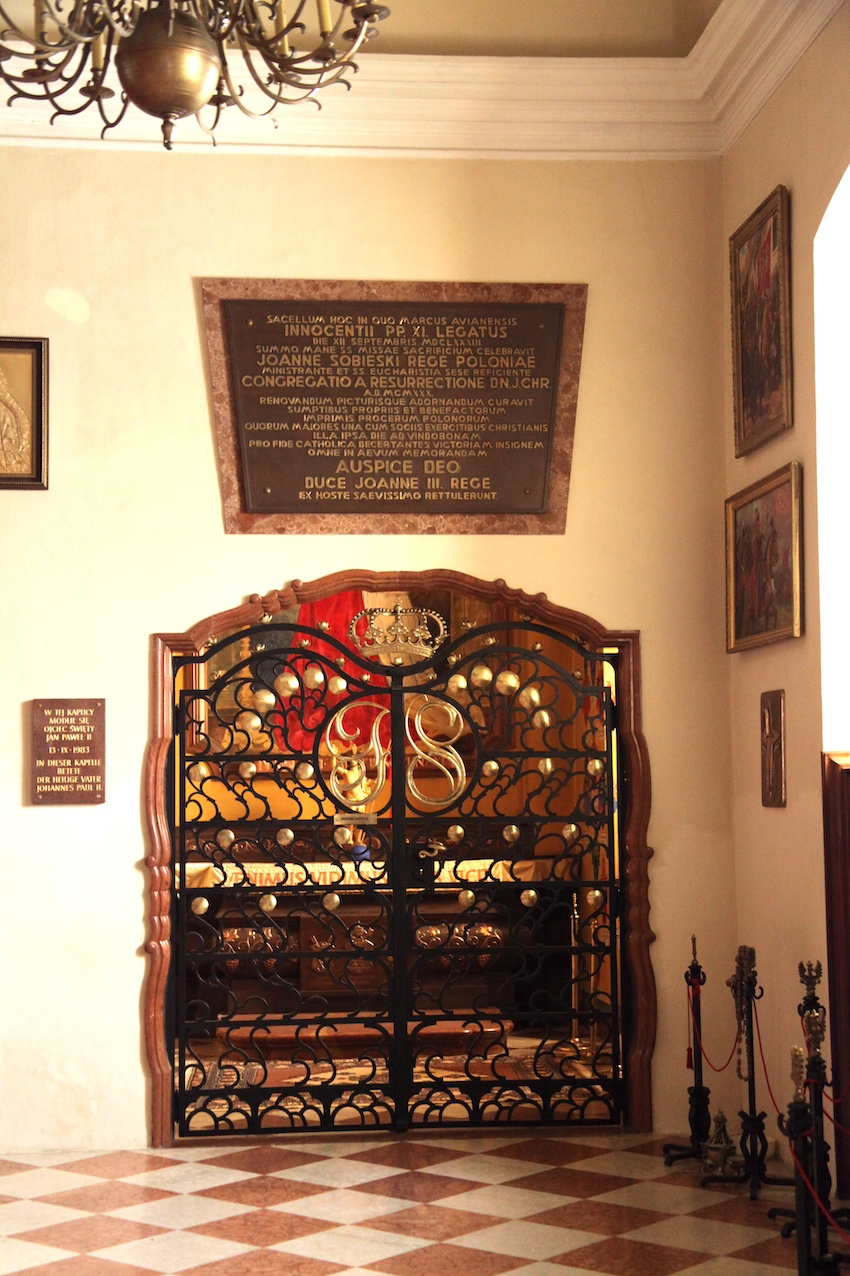
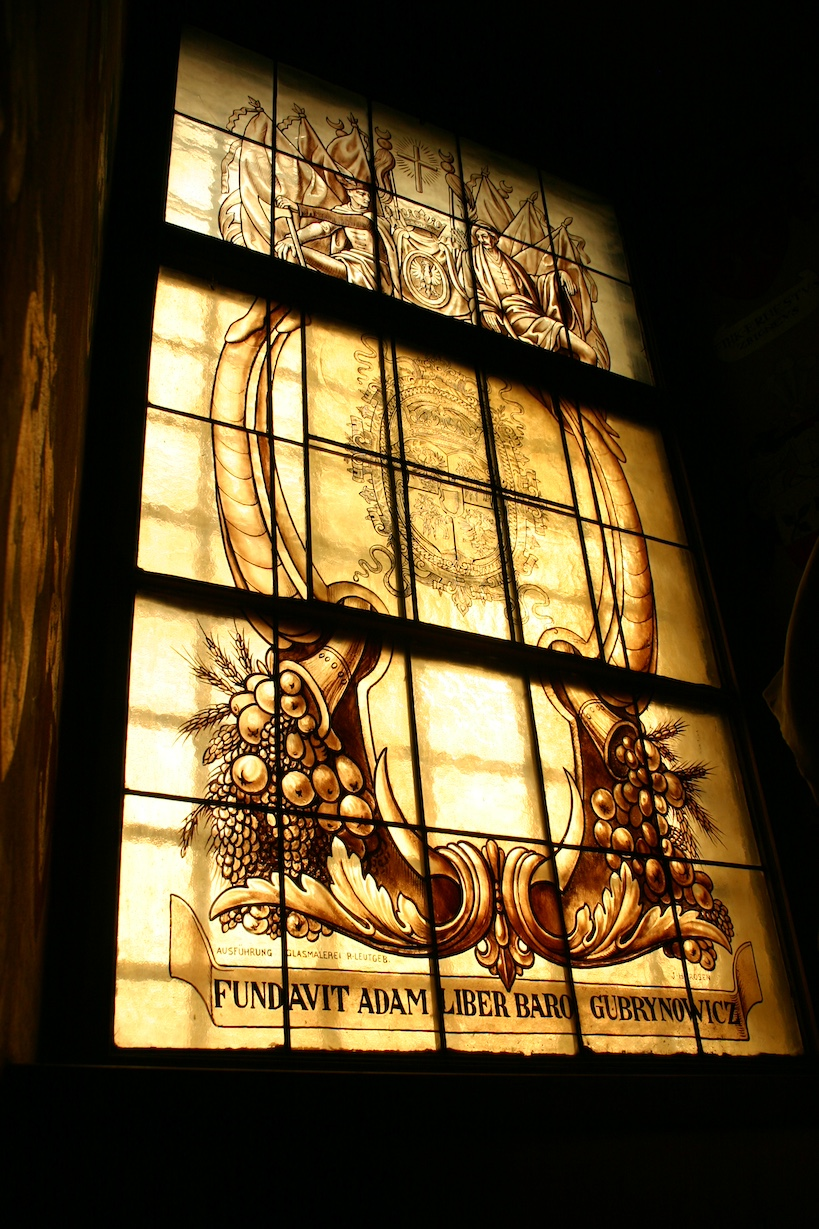
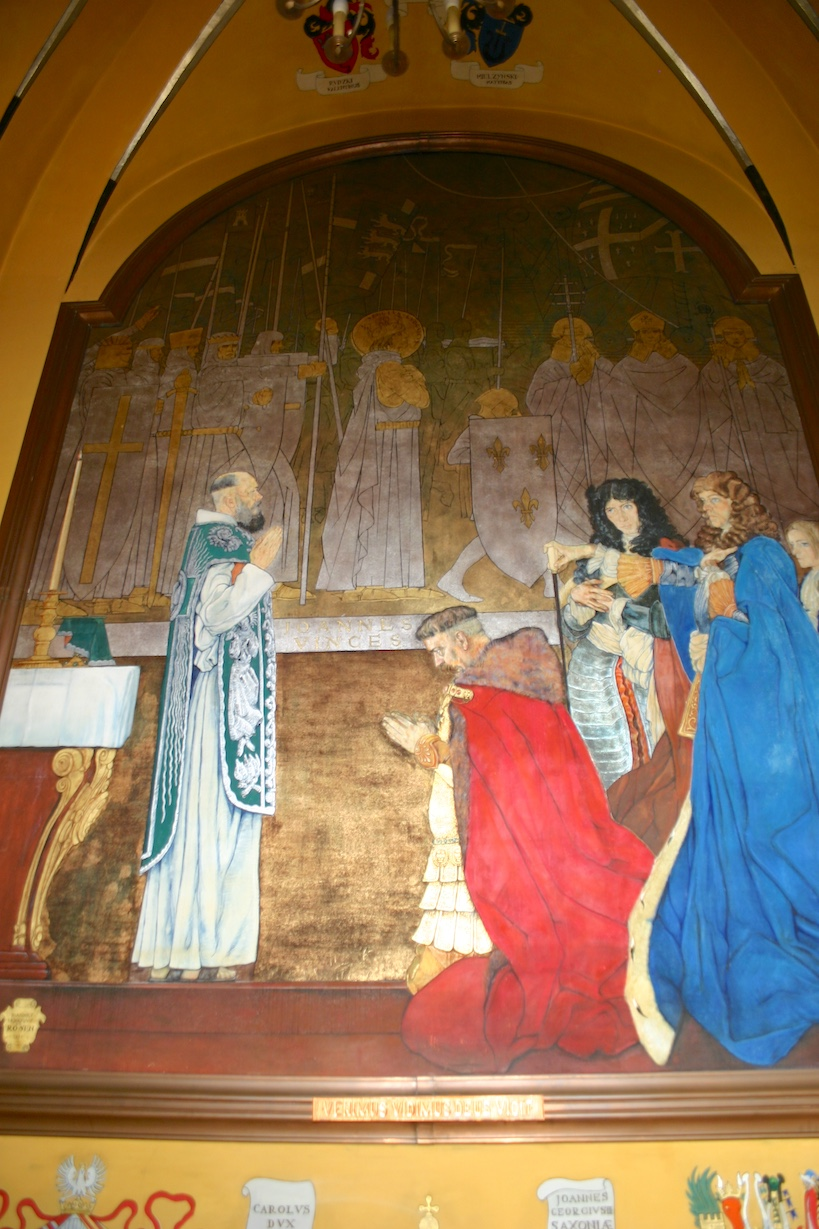